# Harran, Noruega
Harran és un poble de la municipalitat de Grong al comtat de Trøndelag, a Noruega. Està ubicat al llarg del riu Namsen a la vall de Namdalen. Està a aproximadament 15 quilòmetres (9.3 milles) al nord del poble de Medjå, el centre administratiu de Grong. El poble de Gartland està a aproximadament 6 quilòmetres (3.7 milles) al sud de Harran. De l'any 1923 fins al 1964, el poble era el centre administratiu de l'antiga municipalitat de Harran.
El poble es troba al llarg de la ruta europea E6. L'estació de Harran està ubicada al poble al llarg de la línia de ferrocarril de Nordlandsbanen. L'estació es va inaugurar l'any 1940, quan la línia de ferrocarril donava servei a Mosjøen.